# Cerro Negro de Mayasquer
El Cerro Negro de Mayasquer es un estratovolcán ubicado en la frontera entre Colombia y Ecuador, específicamente entre la provincia ecuatoriana de Carchi, por el sur, y el departamento colombiano de Nariño, por el norte. Se sitúa aproximadamente a tres kilómetros al noroeste del volcán Chiles, también sobre la frontera, y juntos forman parte del complejo volcánico Chiles-Cerro Negro. La última erupción de la que se tiene noticia en el complejo ocurrió hace 160 000 años, aunque en 1938 el instituto colombiano Ingeominas reportó una erupción que, de hecho, pudo ser del Reventador, en el lado ecuatoriano.